# 徐本生
徐本生（1901年—1980年），国民党高级将领，陆军少将军衔。浙江宁波人。

## 生平
生于大清宁波府鄞县（今宁波市鄞州区）。1926年，加入中国国民党。早年曾是黄埔军校工作人员，担任经理部会计，上尉军衔。
1937年，担任国民政府军事委员会委员长侍从室股长，上校军衔。后晋升侍从室副组长，少将军衔。历任国民政府总务局副局长，中华民国总统府第六局局长。
1949年，赴台湾。担任中华民国（台湾）总统府秘书，主计室主任，总统府会计长。
1980年，因病于台北逝世。

## 荣誉
- 四等景星勋章（1945年10月9日批准[3]）

## 遗迹
- 今徐本生故居，位于浙江省宁波市鄞州区云龙镇顿岙村[1]
- 今南京徐本生公馆，位于江苏省南京市大悲巷15号1栋